# 約克 (紐約州)
約克（英語：York）是一個位於美國紐約州利文斯頓縣的鎮。

## 人口
根據2020年美國人口普查的數據，約克的面積為127.19平方千米，當中陸地面積為127.17平方千米，而水域面積為0.02平方千米。當地共有人口3182人，而人口密度為每平方千米25人。